# Hyloxalus sordidatus
Espèce
Synonymes
- Colostethus sordidatus Duellman, 2004

Statut de conservation UICN

 DD  : Données insuffisantes
Hyloxalus sordidatus est une espèce d'amphibiens de la famille des Dendrobatidae.

## Répartition
Cette espèce est endémique du Pérou. Elle se rencontre dans la province de Lamas dans la région de San Martín et dans la province de Bagua dans la région d'Amazonas de 500 à 520 m d'altitude dans la cordillère Centrale.

## Description
Les mâles mesurent jusqu'à 29,9 et les femelles jusqu'à 36,1.

## Étymologie
Le nom spécifique sordidatus vient du latin sordidatus, vêtu pauvrement, en référence à la coloration dorsale terne de cette espèce.

## Publication originale
- Duellman, 2004 : Frogs of the genus Colostethus (Anura, Dendrobatidae) in the Andes of northern Peru. Scientific Papers of the Natural History Museum, University of Kansas, no 35, p. 1-49 (texte intégral).